# Cenorojdestvenskaiaïta-(Fe)
La cenorojdestvenskaiaïta-(Fe) o cenorozhdestvenskayaïta-(Fe) és un mineral de la classe dels sulfurs que pertany al subgrup de la rojdestvenskaiaïta.

## Característiques
La cenorojdestvenskaiaïta-(Fe) és una sulfosal de fórmula química [Ag₆]4+(Ag₄Fe2+₂)Sb₄S₁₂◻. Va ser aprovada com a espècie vàlida per l'Associació Mineralògica Internacional l'any 2022, i publicada en el mes d'octubre de 2023. Cristal·litza en el sistema isomètric.
L'exemplar que va servir per a determinar l'espècie, el que es coneix com a material tipus, es troba conservat a la col·lecció mineralògica del Museu Geològic de la Xina, a Beijing (República Popular de la Xina), amb el número de catàleg: m16132.

## Formació i jaciments
Va ser descoberta a la mina Yindongpo, dins el comtat de Tongbai (Henan, República Popular de la Xina), sent l'únic indret de tot el planeta on ha estat descrita aquesta espècie mineral.